# Olympische Sommerspiele 2000/Teilnehmer (Puerto Rico)
| Gelbes Symbol für Goldmedaillen mit stilisierten Olympischen Ringen | Graues Symbol für Silbermedaillen mit stilisierten Olympischen Ringen | Braundes Symbol für Bronzemedaillen mit stilisierten Olympischen Ringen |
| ------------------------------------------------------------------- | --------------------------------------------------------------------- | ----------------------------------------------------------------------- |
| —                                                                   | —                                                                     | —                                                                       |

Puerto Rico nahm an den Olympischen Sommerspielen 2000 in Sydney mit 29 Athleten, 23 Männer und sechs Frauen, in zehn Sportarten teil. Es konnten dabei keine Medaillen gewonnen werden. Fahnenträger auf der Eröffnungsfeier war der Segler Quique Figueroa.

## Teilnehmer nach Sportarten

### Boxen
Männer
- Iván Calderón
Halbfliegengewicht: 1. Runde
- Miguel Cotto
Halbweltergewicht: 1. Runde
- Orlando Cruz
Bantamgewicht: 1. Runde
- Rubén Fuchú
Weltergewicht: 1. Runde
- Carlos Valcárcel
Fliegengewicht: 1. Runde

### Fechten
Männer
- Jonathan Peña
Degen, Einzel: 36. Platz

### Gewichtheben
| Männer - Carlos Saurí Mittelgewicht: 15. Platz | Frauen - Ruth Rivera Leichtschwergewicht: 13. Platz |

### Judo
Männer
- José Figueroa
Halbmittelgewicht: 13. Platz
- Carlos Méndez
Leichtgewicht: 2. Runde
- Melvin Méndez
Halbleichtgewicht: 13. Platz
- Carlos Santiago
Mittelgewicht: 13. Platz

### Leichtathletik
| Männer - Felix Omar Fernández Rodríguez, Osvaldo Nieves, Rogelio Pizarro & Jorge Richardson 4 × 100 Meter: Vorläufe | Frauen - Militza Castro, Beatriz Cruz, Sandra Moya & Maritza Salas 4 × 400 Meter: Vorläufe |

### Schießen
Männer
- Roberto Carlo
Skeet: 32. Platz
- Ralph Rodríguez
Kleinkaliber, liegend: 52. Platz

### Schwimmen
Männer
- Ricardo Busquets
50 Meter Freistil: 15. Platz
- Andrew Livingston
100 Meter Schmetterling: 32. Platz
200 Meter Schmetterling: 13. Platz
- Arsenio López
100 Meter Brust: 34. Platz
200 Meter Lagen: 34. Platz

### Segeln
Männer
- Pedro Colón & Quique Figueroa
Tornado: 8. Platz

### Turnen
Männer
- Diego Lizardi
Einzelmehrkampf: 49. Platz in der Qualifikation
Boden: 65. Platz in der Qualifikation
Pferd: 63. Platz in der Qualifikation
Barren: 79. Platz in der Qualifikation
Reck: 65. Platz in der Qualifikation
Ringe: 61. Platz in der Qualifikation
Seitpferd: 78. Platz in der Qualifikation

### Wasserspringen
Frauen
- Angelique Rodríguez
Kunstspringen: 27. Platz
Turmspringen: 18. Platz